# 姶良市総合運動公園野球場
姶良市総合運動公園野球場（あいらしそうごううんどうこうえんやきゅうじょう）は、鹿児島県姶良市平松の姶良市総合運動公園内にある野球場である。実際には正式名称で呼ばれることはあまりなく、球場の正面に記されている名称である「姶良市野球場」や、単に「姶良球場」などと呼ばれることが多い。

## 概要
旧姶良町時代の1995年に着工し、1998年に開場した。グラウンドは両翼95メートル、中堅まで120メートルの広さで、かつては韓国プロ野球の釜山ロッテ・ジャイアンツや斗山ベアーズがキャンプ地として使用したこともある。現在は中学・高校野球の公式戦の会場として使用されているほか、大学野球のチームがキャンプを行うこともある。
座席はバックネット後方にあるのみで、内野・外野スタンドはすべて芝生になっている。
球場の外には、三塁側に屋内練習場、右翼後方にブルペンがある。

## 主なエピソード
- 姶良市出身である川﨑宗則が、かつて当球場で地元の小・中学生を対象に野球教室を開いていた[3]。

## 施設概要
- 内野：土、外野：天然芝
- 両翼：95m、中堅：120m
- 収容人員：4,250人
- 照明：なし
- スコアボード：磁気反転式

## 交通
- 九州自動車道・姶良ICより車で約5分
- 森山バス停（鹿児島交通・南国交通）より徒歩約20分
- JR日豊本線・姶良駅から徒歩約45分